# Winchester (Kansas)
Winchester – miasto w Stanach Zjednoczonych, w stanie Kansas, w hrabstwie Jefferson.